# Ethylcelulóza
Ethylcelulóza je derivát celulózy, kde je některá z hydroxylových skupin na opakujících se glukózových jednotkách nahrazena ethyletherovou skupinou (jinak řečeno, atom vodíku je nahrazen ethylovou skupinou). Počet nahrazených skupin se může lišit v závislosti na výrobě.
Ethylcelulóza se používá především pro tvorbu tenkých vrstev (filmů) na materiálech, a dále také jako plnidlo E 462.